# Дуга наблюдения
Дуга наблюдений (англ. Observation arc) — промежуток времени между первым и наиболее недавним наблюдениями, прослеживающими траекторию движения объекта. Обычно дуга наблюдений указывается в днях или годах. Термин наиболее часто употребляется при описании обнаружения и отслеживания астероидов и комет.
Дуга наблюдений определяет, насколько точно известна орбита объекта. Очень малая дуга может описать объекты на довольно широком множестве орбит и на разных расстояниях от Земли. В некоторых случаях начальные дуги наблюдений не позволяют определить, находится ли объект на орбите вокруг Земли или же обращается в поясе астероидов. Дуга наблюдений в 1 день для объекта (392741) 2012 SQ31 показала, что данный объект является транснептуновой карликовой планетой, но теперь известно, что это астероид размером 1 км из главного пояса. По трёхдневной дуге наблюдений астероид 2004 BX159 считался астероидом, пересекающим орбиту Марса и представляющим угрозу для Земли, но теперь считается, что объект является астероидом главного пояса.
Дуга наблюдений продолжительностью менее 30 дней может затруднить нахождение объекта внутренней части Солнечной системы спустя более года после последнего наблюдения, что может перевести объект в класс потерянных малых планет. Вследствие больших расстояний от Солнца и медленного движения по небу транснептуновые объекты с дугами наблюдений меньше нескольких лет обычно имеют плохо определённые орбиты.